# Behruz Wosughi
Behruz Wosughi, właśc. Chalil Wosughi (ur. 10 marca 1938 w Choju) – irański aktor filmowy pochodzenia azerskiego.
Na ekranie filmowym zadebiutował w 1958 roku rolą w obrazie Tufan dar szahr-e ma, w reżyserii Samu’ela Chaczikijana. Mieszka w San Rafael (Kalifornia).

## Filmografia
- 2012: Czas nosorożca – Amir, syn Miny